# 肖馬基 (赫梅利尼茨基區)
49°31′44″N 27°35′27″E / 49.52889°N 27.59083°E
肖馬基（羅馬化：Siomaky）是位於烏克蘭西部的村莊，由赫梅利尼茨基州赫梅利尼茨基區的舊西尼亞瓦市鎮負責管轄。該村始建於1665年，面積1.57平方公里，海拔高度302米，2001年人口378，人口密度每平方公里240.2人。